# Častrov
Častrov (en allemand : Tschastrow) est une commune du district de Pelhřimov, dans la région de Vysočina, en République tchèque. Sa population s'élevait à 626 habitants en 2020.

## Géographie
Častrov se trouve à 8 km à l'est de Kamenice nad Lipou, à 15 km au sud de Pelhřimov, à 32 km à l'ouest-sud-ouest de Jihlava à 101 km au sud-est de Prague.
La commune est limitée par Střítež, Božejov, Pelhřimov et Mezná au nord, par Veselá et Polesí à l'est, par Počátky et Žirovnice au sud, et par Lhota-Vlasenice et Kamenice nad Lipou à l'ouest.

## Histoire
La première mention écrite de la localité date de 1300.

## Administration
La commune se compose de six quartiers :
- Častrov
- Ctiboř
- Jakubín
- Metánov
- PelecPerky